# Pavimento in resina
Il pavimento in resina è un tipo di pavimentazione la cui realizzazione fa uso di resine che vengono direttamente gettate in opera. Questo tipo di soluzione costruttiva viene usata, nella maggior parte dei casi, per creare una pavimentazione interna gettata in opera. 
La sua caratteristica è di essere una semplice finitura da posare e far aderire direttamente su un supporto adeguato a riceverla: la finitura ha la funzione di ancorare il rivestimento, compensare le quote e le pendenze, conferire un determinato grado di isolamento, incorporare le canalizzazioni degli impianti, ecc.

## Storia
L'uso della resina nel campo dei rivestimenti è antichissimo. La resina vegetale veniva estratta da piante o alberi, come abeti e pini, e impiegata per il rivestimento e la protezione dall'acqua del mare delle chiglie delle navi e di vari altri materiali nel campo della navigazione marittima (calafataggio). 
Quella correntemente impiegata per realizzare rivestimenti per pavimenti è resina sintetica, ottenuta attraverso processi chimici industriali.
Tra le varie resine sintetiche disponibili, quella più comunemente impiegata nell'edilizia per realizzare rivestimenti resinosi per pavimentazioni è resina epossidica.
Inizia a diffondersi nel mercato delle costruzioni edili dopo gli anni '50 e trova impiego inizialmente come collante. 
Il suo vero sviluppo per la realizzazione di pavimenti commerciali e pavimenti residenziali si è avuto solo negli anni '70.

## Caratteristiche e tipi

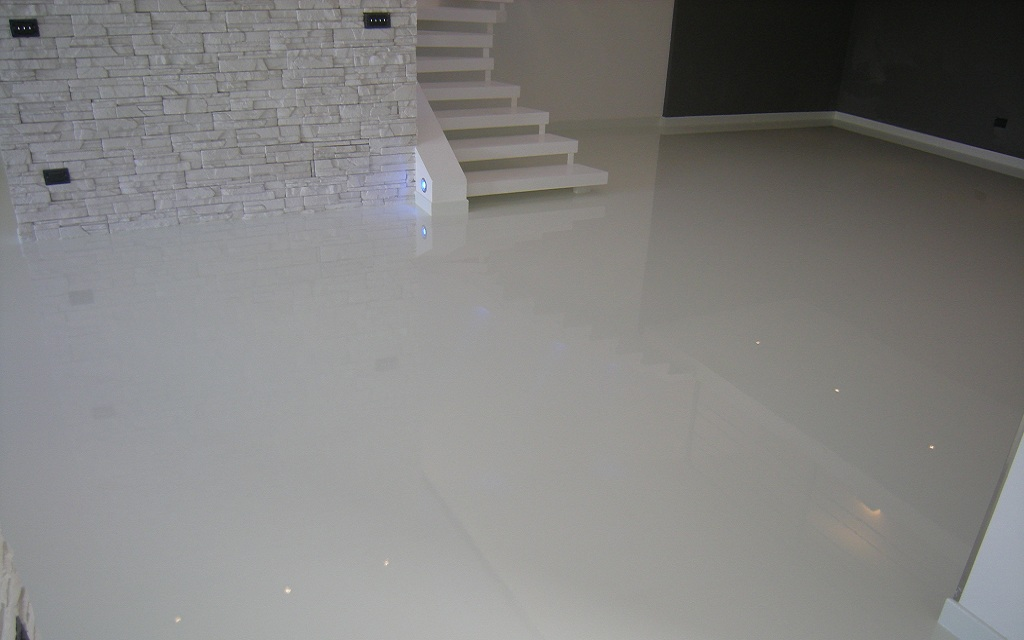
Pavimento in resina autolivellante

### Pavimento in resina a pellicola sottile o a spessore
Questo tipo di rivestimento raggiunge spessori inferiori a 0,3 mm (pellicola sottile) e da 0,3 a 1 mm (pellicola a spessore). Si presenta come un film continuo e cromaticamente uniforme. Viene realizzato utilizzando prodotti vernicianti, ottenuti con resine epossidiche o poliuretaniche a bassa viscosità, generalmente pigmentati. I pavimenti in resina a pellicola ed a spessore trovano impiego soprattutto in campo industriale per la loro capacità di aderire perfettamente al supporto in calcestruzzo, per la rapidità di applicazione e per caratteristiche di resistenza all'usura.

### Pavimento in resina autolivellante
Viene realizzato mediante prodotti con la viscosità idonea per permettere l'autolivellamento, con cariche, senza solventi, in grado di formare un rivestimento continuo e omogeneo. Lo spessore minimo è di 2 mm.
In genere il pavimento in resina autolivellante è costituito da resine epossidiche o poliuretaniche, o miscele delle due resine.
Per caratteristiche di versatilità decorativa, i pavimenti in resina autolivellanti trovano largo impiego nelle pavimentazioni residenziali e commerciali.

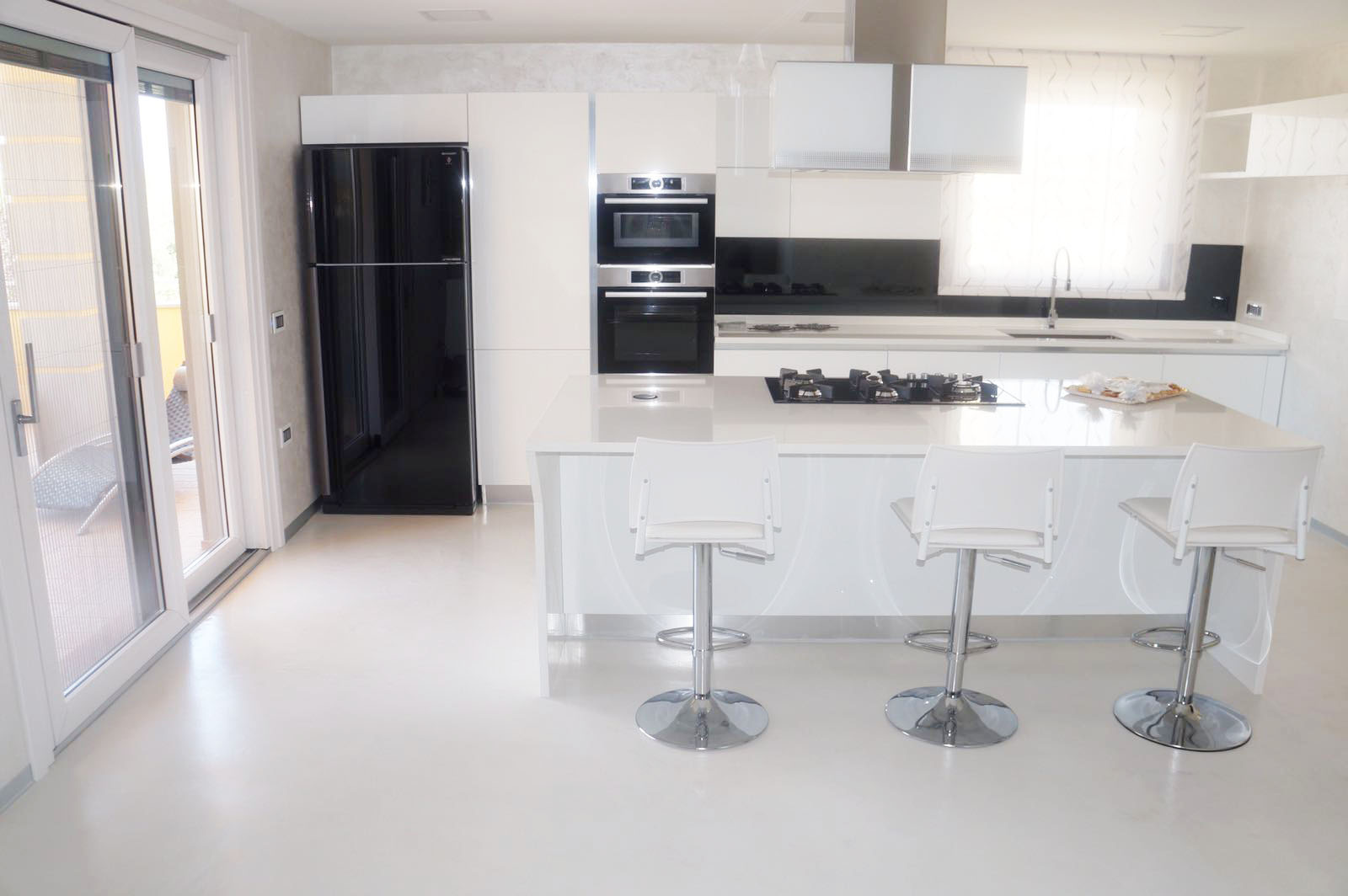
Pavimento in resina con malta resinosa

### Pavimento in malta resinosa

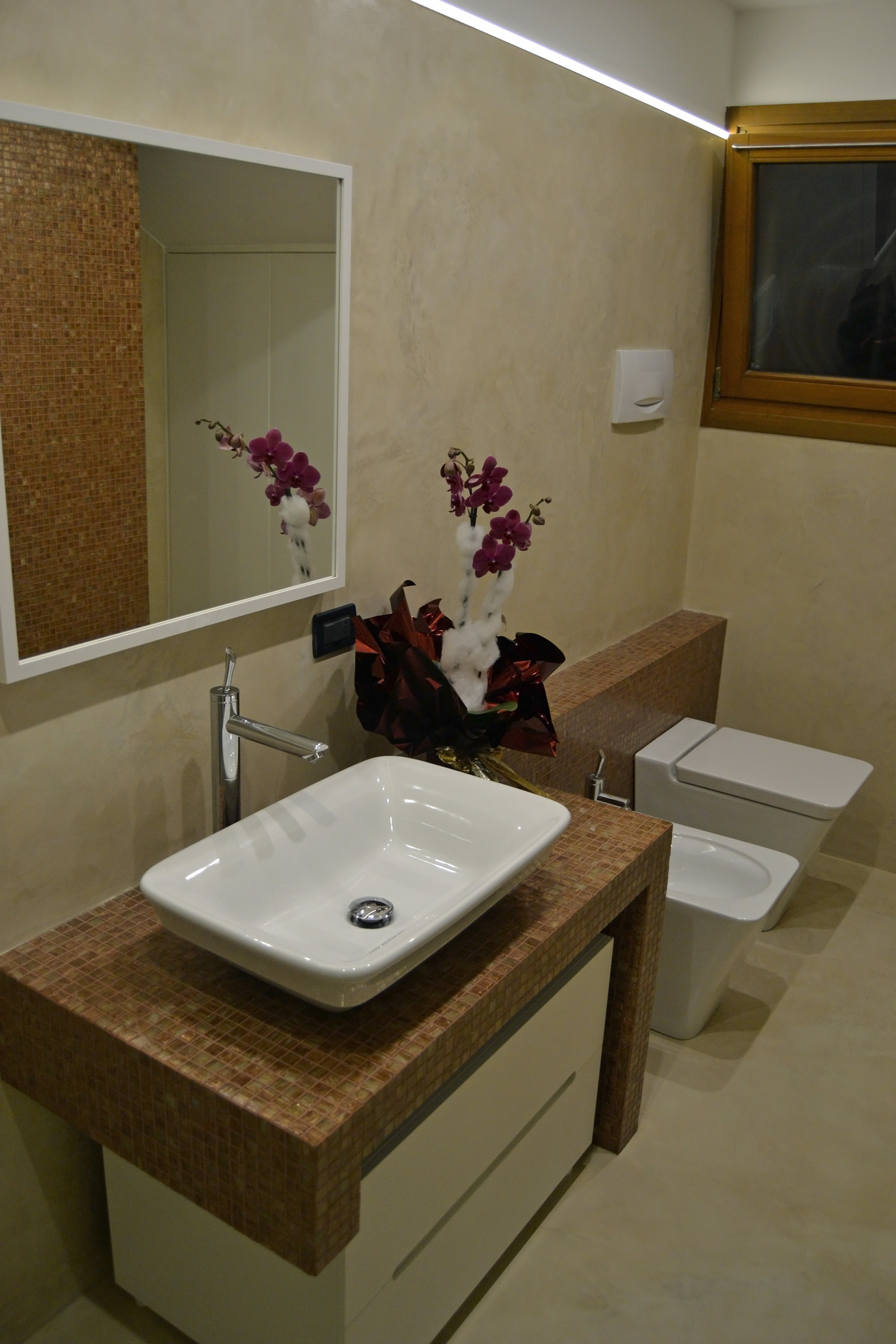
Bagno in resina cementizia

Questo tipo di rivestimento è realizzato mediante l'uso di una malta composta da resine epossidiche, acriliche o poliuretaniche e cariche minerali in curva granulometrica. Le resine, o meglio, i polimeri utilizzati per la realizzazione di malte resinose, possono essere in emulsione acquosa, a solvente o con resine pure. Le malte possono essere monocomponenti, bicomponenti o tricomponenti. Lo spessore è solitamente superiore a 1 mm. La caratteristica principale dell'applicazione del pavimento in malta resinosa è la stessa consistenza della malta, che non essendo autolivellante, deve essere stesa con una lavorazione molto simile a quella adottata per il calcestruzzo. Ciò consente l'applicazione su superfici verticali come su quelle orizzontali, ottenendo planarità e pendenze progettuali. L'utilizzo di cariche e pigmenti diversi, rispettivamente nel colore e nella granulometria, caratterizzano esteticamente il tipo di finitura, impiegato nelle pavimentazioni residenziali e commerciali.

### Pavimento in resina e cemento
Composta da malte cementizie polimero modificate è un'alternativa ecologica ed atossica ai prodotti epossi/poliuretanici. A differenza di questi ultimi si miscela nella maggior parte dei casi solo con acqua ed è indicata anche per le pavimentazioni esterne in quanto meno sensibile all'umidità ed all'azione dei raggi UV. Con questo tipo di resina è possibile rivestire l'interno vasca delle piscine o fontane. Esiste sia in consistenze autolivellanti che tissotropiche, idonee al rivestimento in verticale. Si possono realizzare pavimentazioni con spessori a partire da 1mm e con vari tipi di granulometria a seconda dell'effetto o funzione che si vuole ottenere. Si possono rivestire anche infissi, mobili, oggetti. La superficie finita e decorata deve essere protetta da un sealer di finitura che può essere opaco o lucido. La resina cementizia ha la particolarità che, nonostante un'eccellente resistenza allo sforzo di taglio, la sua durezza aumenta nel tempo.